# Базис денудації
Ба́зис денуда́ції (рос. базис денудации, англ. base level of denudation, англ. denudation base, нім. Denudationsbasis) — рівень поверхні суші, нижче за який не відбувається денудація і припиняється рух схилових відкладів. Базис дендації може збігатися з підніжжям схилу або вершиною притуленого до нього шлейфа схилових відкладів (осип, делювій і т. п.), нижче яких денудація змінюється акумуляцією. На рівні базиса денудації при його стабільному положенні протягом тривалих відрізків геологічного часу формуються поверхні вирівнювання, педиплени.